# Championnat du Koweït de football 2020-2021
Navigation
Saison précédente Saison suivante
La saison 2020-2021 du Championnat du Koweït de football est la cinquante-neuvième édition du championnat de première division au Koweït. 
Le club de Koweït SC défend son titre.

## Déroulement de la saison
Après le championnat précédent interrompu à cause de la pandémie de Covid-19, puis terminé en août 2020, aucune relégation sera effectuée, les cinq clubs de deuxième division sont promus portant le championnat 2020-2021 à quinze clubs.
Dans une première phase les quinze participants se rencontrent une fois, puis les dix premiers continuent en Premier League. Les cinq derniers participent à la First League, la deuxième division.
Dans la deuxième phase les dix participants à la Premier League se rencontrent deux fois, le premier est déclaré champion du Koweït, les deux derniers sont relégués.

## Clubs participants
- Al Arabi Sporting Club
- Koweït SC
- Al Nasr Koweït
- Qadsia Sporting Club
- Al-Salmiya SC
- Al Tadamon Farwaniya
- Kazma Sporting Club
- Al-Shabab SC
- Al Sahel SC
- Al Yarmouk
- Al Jahra - promu de D2
- Al Fehayheel - promu de D2
- Khaitan Sporting Club - promu de D2
- Solaybeekhat - promu de D2
- Burgan - promu de D2

## Compétition

### Classement
Le barème utilisé pour établir le classement est le suivant :
- Victoire : 3 points
- Match nul : 1 point
- Défaite : 0 point

#### Première phase
| Rang | Équipe                  | Pts | J  | G  | N | P  | Bp | Bc | Diff |
| ---- | ----------------------- | --- | -- | -- | - | -- | -- | -- | ---- |
| 1    | Al Nasr Koweït          | 32  | 14 | 10 | 2 | 2  | 26 | 5  | +21  |
| 2    | Qadsia Sporting Club    | 32  | 14 | 10 | 2 | 2  | 28 | 14 | +14  |
| 3    | Al-Salmiya SC           | 29  | 14 | 8  | 5 | 1  | 30 | 13 | +17  |
| 4    | Kazma Sporting Club     | 28  | 14 | 8  | 4 | 2  | 22 | 10 | +12  |
| 5    | Koweït SC T             | 24  | 14 | 7  | 3 | 4  | 25 | 16 | +9   |
| 6    | Al Arabi Sporting Club  | 22  | 14 | 6  | 4 | 4  | 19 | 17 | +2   |
| 7    | Al-Shabab SC            | 22  | 14 | 6  | 4 | 4  | 19 | 18 | +1   |
| 8    | Al FehayheelP           | 18  | 14 | 5  | 3 | 6  | 18 | 18 | 0    |
| 9    | Khaitan Sporting Club P | 18  | 14 | 5  | 3 | 6  | 16 | 26 | -10  |
| 10   | Al Sahel SC             | 17  | 14 | 5  | 2 | 7  | 14 | 15 | -1   |
| 11   | Burgan P                | 17  | 14 | 4  | 5 | 5  | 13 | 16 | -3   |
| 12   | Al Jahra P              | 11  | 14 | 2  | 5 | 7  | 13 | 20 | -7   |
| 13   | Al Yarmouk              | 8   | 14 | 2  | 2 | 10 | 22 | 36 | -14  |
| 14   | Al Tadamon Farwaniya    | 13  | 14 | 2  | 2 | 10 | 14 | 31 | -17  |
| 15   | Solaybeekhat P          | 5   | 14 | 1  | 2 | 11 | 9  | 33 | -24  |

| Légende : Qualifications | Légende : Qualifications                                                                         |
| ------------------------ | ------------------------------------------------------------------------------------------------ |
|                          | Qualification pour la deuxième phase                                                             |
|                          | T : Tenant du titre 2019-2020 C : Vainqueur de la Coupe du Koweït P : Promu de deuxième division |

#### Deuxième phase
| Rang | Équipe                  | Pts | J  | G  | N | P  | Bp | Bc | Diff |
| ---- | ----------------------- | --- | -- | -- | - | -- | -- | -- | ---- |
| 1    | Al Arabi Sporting Club  | 44  | 18 | 13 | 5 | 0  | 39 | 16 | +23  |
| 2    | Qadsia Sporting Club    | 36  | 18 | 10 | 6 | 2  | 32 | 16 | +16  |
| 3    | Koweït SC T             | 34  | 18 | 9  | 7 | 2  | 37 | 20 | +17  |
| 4    | Kazma Sporting Club     | 25  | 18 | 6  | 7 | 5  | 30 | 22 | +8   |
| 5    | Al Nasr Koweït          | 22  | 18 | 6  | 4 | 8  | 20 | 23 | -3   |
| 6    | Al-Salmiya SC           | 20  | 18 | 6  | 2 | 10 | 25 | 32 | -7   |
| 7    | Al-Shabab SC            | 19  | 18 | 4  | 7 | 7  | 16 | 23 | -7   |
| 8    | Al FehayheelP           | 16  | 18 | 3  | 7 | 8  | 22 | 36 | -14  |
| 9    | Khaitan Sporting Club P | 14  | 18 | 3  | 5 | 10 | 21 | 39 | -18  |
| 10   | Al Sahel SC             | 13  | 18 | 3  | 4 | 11 | 21 | 36 | -15  |

| Légende : Qualifications et relégations | Légende : Qualifications et relégations                                                          |
| --------------------------------------- | ------------------------------------------------------------------------------------------------ |
|                                         | Qualification pour les barrages de la Coupe de l'AFC 2022                                        |
|                                         | Relégation en deuxième division                                                                  |
|                                         | T : Tenant du titre 2019-2020 C : Vainqueur de la Coupe du Koweït P : Promu de deuxième division |

## Bilan de la saison
| Championnat du Koweït de football 2020-2021 |                                    |
| Champion                                    | Al Arabi Sporting Club (17e titre) |
| Qualifications continentales                |                                    |
| Coupe de l'AFC 2022                         | Al Arabi Sporting Club             |
| Promotions et relégations                   |                                    |
| Promus en Premier League                    | Al Tadamon Farwaniya               |
| Promus en Premier League                    | Al Yarmouk                         |
| Relégués en First Division                  | Khaitan Sporting Club              |
| Relégués en First Division                  | Al Sahel SC                        |